# 232553 Randypeterson
232553 Randypeterson è un asteroide della fascia principale. Scoperto nel 2003, presenta un'orbita caratterizzata da un semiasse maggiore pari a 2,7876385 UA e da un'eccentricità di 0,0507941, inclinata di 3,96572° rispetto all'eclittica.